# Samariterviertel

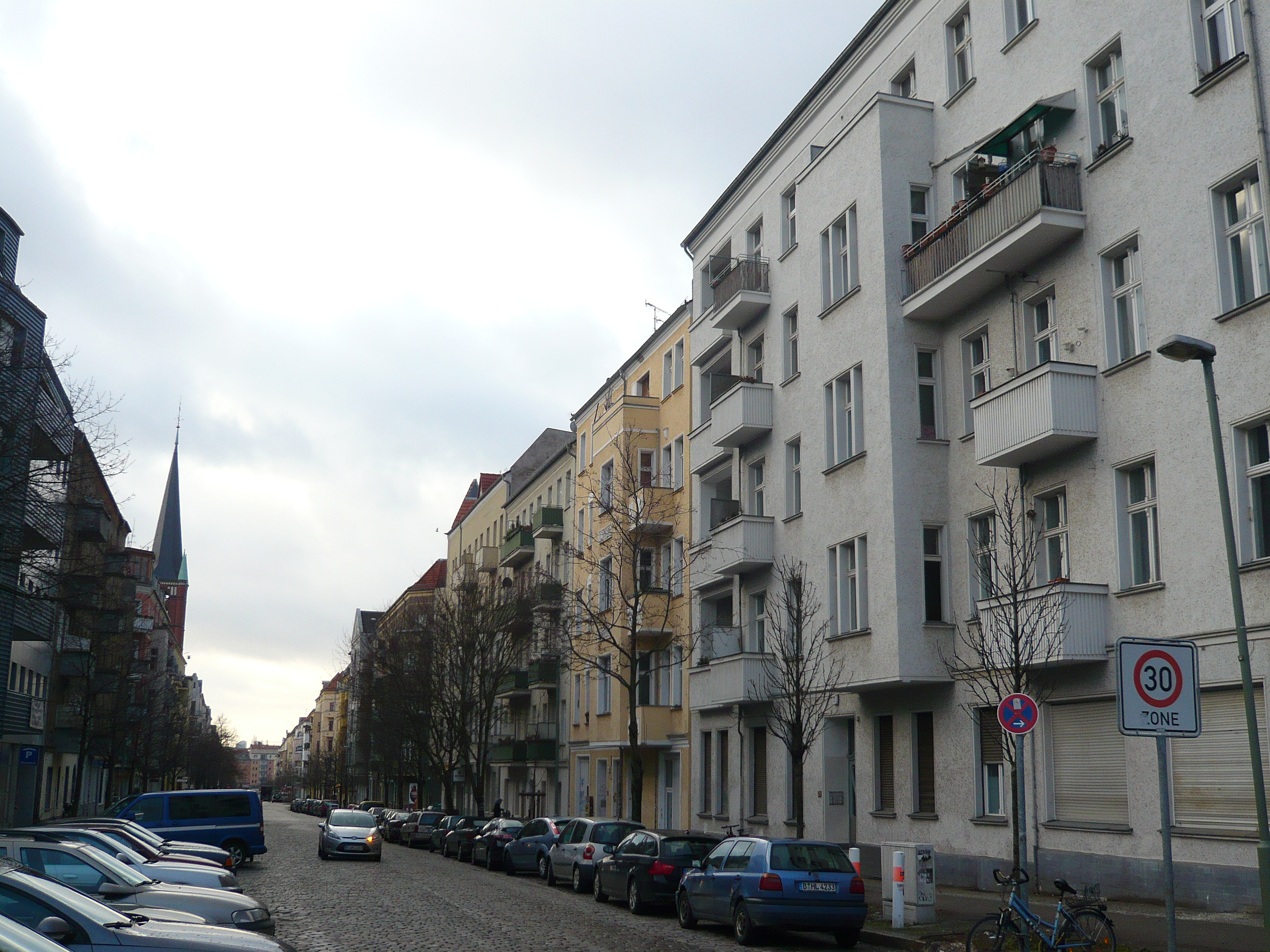
Samariterstraße

Das Samariterviertel (auch Samariterkiez oder Nordkiez) ist ein Kiez im Berliner Ortsteil Friedrichshain des Bezirks Friedrichshain-Kreuzberg. Das Gebiet befindet sich rund 3,5 Kilometer vom Alexanderplatz entfernt im östlichen Randgebiet des Stadtzentrums nördlich der Frankfurter Allee und ist rund um die Samariterkirche und die Samariterstraße gelegen.
Die Grenzen des Viertels werden unterschiedlich weit gezogen. Das Bezirksamt Friedrichshain-Kreuzberg sieht den Planungsraum Samariterviertel gegenwärtig begrenzt durch die Ringbahn im Osten, das Gebiet des ehemaligen Zentralvieh- und Schlachthofs an der Eldenaer Straße im Norden, Petersburger Straße, Bersarinplatz und Thaerstraße im Westen sowie die Frankfurter Allee im Süden. Ebenso weit ziehen Lorraine Bluche und Dirk Moldt in ihrem Kapitel Das Samariterviertel in dem Buch Kleine Friedrichshaingeschichte die Grenzen des Viertels. Im Planungsraum Samariterviertel (auch als LOR – lebensweltlich orientierter Raum bezeichnet) leben 21.899 Einwohner (2019). Der relative Anteil von Deutschen mit Migrationshintergrund an der Gebietsbevölkerung ist gegenüber 2010 von 6 % auf 10 % gestiegen, der der ausländischen Bewohner von 12 % auf 23 %.
Das Sanierungsgebiet Samariterviertel (1993–2008) hingegen war begrenzt durch die Ringbahn, durch Eldenaer Straße, Proskauer Straße, Bänschstraße, Liebigstraße und Rigaer Straße, wobei, einige Grundstücke zwischen Bänschstraße, Liebigstraße, Rigaer Straße und Proskauer Straße ausgenommen waren.

## Gebäude und Einrichtungen
Bis ins 19. Jahrhundert hatten hier die Lichtenberger Bauern ihre Felder, dann entstanden Laubenkolonien. Im Jahr 1878 trat Lichtenberg das von der Berliner Ringbahn, der Frankfurter Allee und der heutigen Thaerstraße umschlossene Gebiet an die Stadt Berlin ab. An die folgende Entwicklung erinnern der S-Bahnhof Frankfurter Allee (1872, Bahnhofsgebäude 1889–1891), die Wohnanlage Carré Sama-Riga (früher: Tischlerei- und Möbelfabrik Robert Seelisch, entstanden 1884–1895 mit den Eckert’schen Arbeiterwohnhäusern, entstanden 1874–1876, abgerissen 2016), die Samariterkirche (1892–1894), die Wohnanlage von Alfred Messel in der Proskauer Straße (1894–1895), viele Gründerzeithäuser, die unter Denkmalschutz stehen, die Schulbauten von Ludwig Hoffmann in der Rigaer Straße (1901–1902), in der Pettenkoferstraße (1912) und zwischen Zelle- und Liebigstraße (1913–1914), die Galiläakirche mit dem Ärztehaus daneben (früher: Liebig-Realschule, 1909–1910) und der denkmalgeschützte U-Bahnhof Samariterstraße (1930).
Moderne Bauten wie das Ring-Center 1 (1995, Vorgängerbau: Ringbahnhalle), das Geschäftshaus Quasar (1994) und die Plaza-Passage (1995, Vorgängerbau: Berliner Vergaser- und Filterwerke) und die Rigaer Passage (1995) an der Frankfurter Allee, die Wohnanlagen Riga-Park (2014) an der Rigaer Straße und der Polygongarden in der Pettenkoferstraße (2015) finden sich im Viertel ebenso wie das Theater Verlängertes Wohnzimmer  an der Frankfurter Allee (früher Kino Kammerspiele, im Volksmund Schmales Handtuch), das Theater im Kino  in der Rigaer Straße (tik, früher: Börsenlichtspiele in der Proskauer Straße), die Musikschule Friedrichshain-Kreuzberg in der Zellestraße, das Jugendwiderstandsmuseum in der Galiläakirche.
In der Schreinerstraße gibt es mehrere Spielplätze, unter ihnen der Drachenspielplatz, mehrere Kitas und den Spielwagen 1035  mit Schülerclub und Spielmobil.
Weitere Spielplätze, ein Basketballfeld, eine Plansche, eine große Liegewiese und den Abenteuerspielplatz Forcki  mit dem Familiencafé Haus Kokon finden sich auf dem Forckenbeckplatz, der Jugendclub Liebig 19  in der Liebigstraße.

## Sanierungsgebiet Samariterviertel
Im Zuge der Sanierung wurde die Bausubstanz der Wohngebäude umfassend modernisiert. 90 % der Altbauwohnungen wurden erneuert. Die Sanierung der Schulen musste nach 2008 noch weiterer geführt werden. Der Anteil von Dreizimmerwohnungen wurde von 15 auf 27 % erhöht. Die soziale Zusammensetzung hat sich derart verändert, dass die Anzahl der Familien mit Kindern drastisch gestiegen ist, die Zahl der Rentner stark gesunken ist und der Anteil der erwerbstätigen Bewohner sich erhöht hat. Jens Sethmann schreibt im Magazin des Berliner Mietervereins: „Nur etwa jeder siebte Haushalt lebte auch schon bei Beginn der Sanierung im Samariterviertel […] Die vom Bezirk beauftragte Mieterberatungsgesellschaft ASUM schätzt, dass bei etwa zehn Prozent der Haushalte der Wegzug mit Verdrängungsprozessen begründet werden kann. Insgesamt aber habe der Sanierungsprozess ‚überwiegend sozialverträglich‘ gestaltet werden können, lautet das Fazit von ASUM.“
Infolge der Sanierung wurde das Samariterviertel 2009 vom Bundesverkehrsministerium mit dem Nationalen Preis für integrierte Stadtentwicklung und Baukultur ausgezeichnet.
Das Sanierungsgebiet Samariterviertel hatte eine Fläche von 33,8 Hektar (rund 0,34 km²) und umfasste 263 Grundstücke. 8370 Einwohner lebten am Stichtag 31. Dezember 2006 hier. Zu Beginn der Sanierung lag die Einwohnerzahl nur bei 6223 – ein Anstieg um 34,5 % in 13 Jahren. Dieser Anstieg geht zurück auf die Vermietung ehemals unsanierter, leerstehender Wohnungen, aber auch auf die Schaffung neuen Wohnraums. Der Bevölkerungszuwachs verlief allerdings nicht gleichmäßig. Bis 1999 ging die Einwohnerzahl aufgrund der starken Sanierungstätigkeit sogar auf 5800 zurück und stieg in den Folgejahren dann wieder um 44,3 % in sieben Jahren an.
Viele der ehemaligen Bewohner sind nach der Sanierung nicht zurückgekehrt. Durch den Zuzug von „neuen“ Bewohnern hat sich das Viertel sozial stark verändert. Die das Straßenbild prägenden Lebensstile gleichen der urbanen Mittelschicht, wie man sie sonst eher in mittlerweile bürgerlichen Vierteln (Kollwitzkiez, Winterfeldtplatz) findet.
Eine Ausnahme bildet hier die von Punks aus ganz Europa geprägte Rigaer Straße. Die bunten Fassaden der ehemals besetzten Häuser stehen im Gegensatz zu denen der ockerfarbenen Häuser mit Eigentumswohnungen in der Bänschstraße, die sich nur zwei Parallelstraßen weiter befindet.

## Erhaltungsgebiet Samariterviertel
2020 veröffentlichte die ASUM (Angewandte Sozialforschung und Mieterberatung GmbH) den Endbericht einer Sozialstudie für das Samariterviertel, die im Auftrag des Bezirksamts durchgeführt wurde, um die Voraussetzungen für den Erlass einer sozialen Erhaltungsverordnung nach § 172 Abs. 1 Satz 1 Nr. 2 BauGB zu prüfen. Ausgewertet wurden die ausgefüllten Fragebögen von 1004 Haushalten im Untersuchungsgebiet, das etwas größer war, als das frühere Sanierungsgebiet Samariterviertel.
„Charakteristisch“ für dieses Gebiet ist laut Studie „die überwiegend gründerzeitliche Baustruktur mit fünfgeschossig bebauten Baublöcken, baumbestandenen Straßenzügen sowie die sehr gute Anbindung an das öffentliche Verkehrssystem […] Wohnungsneubau erfolgte ab Beginn der 2000er Jahre in Baulücken, durch Blockrandschließung und durch Dachgeschoßausbau. Die soziale Infrastruktur, Grün- und Freiflächen wurden durch umfangreiche öffentliche Investitionen erneuert und erweitert. Private Wohnhöfe vor allem im ehemaligen Sanierungsgebiet ebenfalls entsiegelt und begrünt… Das Untersuchungsgebiet ist als Wohnquartier sehr attraktiv und das auch für gutverdienende Einkommensgruppen, die in den letzten 10 Jahren verstärkt zugezogen sind. Durch öffentliche Förderung von Modernisierungsmaßnahmen bis Mitte der 2000er Jahre bestehen außerdem noch Belegungs- und Mietenbindungen in relevantem Umfang, die allerdings bis 2026 vollständig ausgelaufen sein werden. Prägend für die Gewerbestruktur sind kleinere Gewerbebetriebe im Dienstleistungssektor oder für die Nahversorgung sowie gastronomische Einrichtungen.“
In ihren Empfehlungen stellt die Studie fest: „Die Untersuchung hat gezeigt, dass im Gebiet Samariterviertel Veränderungsprozesse in der Bevölkerungsstruktur stattfinden, die geeignet sind, städtebauliche Probleme hervorzurufen. Ein wesentlicher Auslöser der Veränderungsprozesse ist die aufwendige Modernisierung von Wohnraum über den zeitgemäßen Ausstattungszustand hinaus. Da diese besonders stark im Zusammenhang mit der Umwandlung von Wohnungen in Einzeleigentum einhergeht, ist der Umwandlungsprozess eine wichtige Einzelursache für den Strukturwandel der Bevölkerung… Es sollten daher Maßnahmen ergriffen werden, die Veränderungsprozesse soweit zu begrenzen, dass ihren Auswirkungen beherrschbar bleiben. Ein geeignetes städtebauliches Instrument ist hierfür die soziale Erhaltungsverordnung gemäß § 172 Abs. 1 Satz 1 Nr. 2 BauGB.“
Seit dem 20. Februar 2021 besteht für das Viertel Milieuschutz. Er soll dafür sorgen, dass die Bewohner nicht aus dem Wohngebiet verdrängt werden, etwa durch starke Mietsteigerungen wegen Modernisierungen und durch Umwandlung von Mietwohnungen in Eigentumswohnungen. Das Bezirksamt Friedrichshain-Kreuzberg erklärte, Luxusmodernisierungen nicht zu genehmigen. Beim Verkauf der Häuser kann der Bezirk ein Vorkaufsrecht wahrnehmen, um Bestandsmieter zu schützen.